# Wiepenkathen
Wiepenkathen ist der größte Stadtteil von Stade im gleichnamigen Landkreis Stade in Niedersachsen. Er hat etwa 4000 Einwohner und wurde erstmals 1204 erwähnt.
Wiepenkathen ist eine von vier Ortschaften von Stade und verfügt – im Gegensatz zu anderen Teilen der Stadt – über ein eigenes kommunales Vertretungsorgan, einen Ortsrat.
Der Ort liegt vier Kilometer südwestlich vom Stader Stadtzentrum an der Bundesstraße 74. Die Buslinie in die Hansestadt Stade ist die Linie 2007.
Die Schwinge fließt östlich in 1,5 km Entfernung.

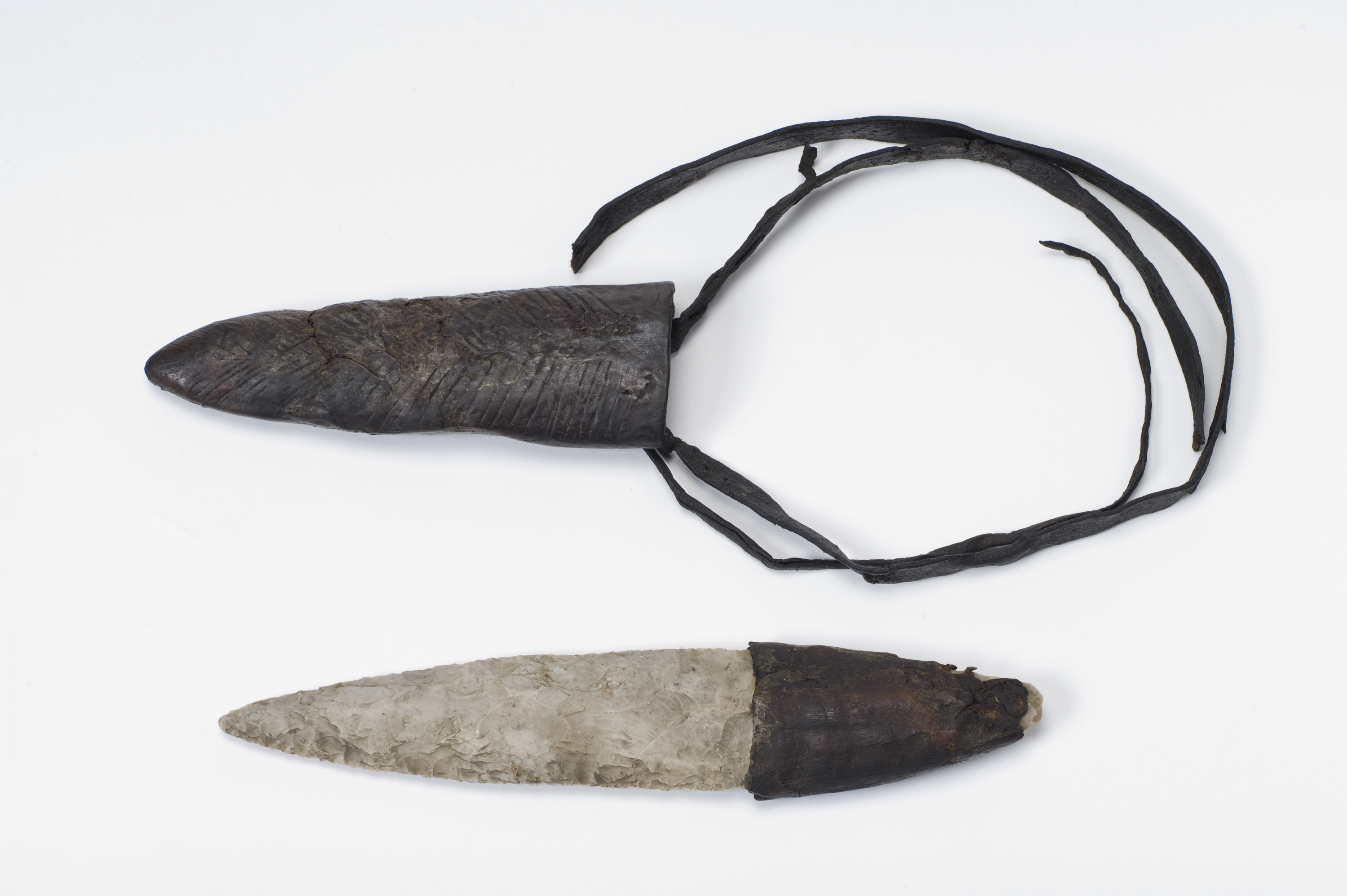
Der Dolch von Wiepenkathen ist ein Feuersteindolch aus der frühen Bronzezeit der auch im Wappen dargestellt ist

In Europa gibt es nur drei Flintdolche, bei denen Teile der Lederscheide erhalten sind. Kein Stück ist so vollständig wie der Flintdolch von Wiepenkathen. Ein Tannenzweigmuster ziert die Scheide aus Schafleder. Der hölzerne Griff ist mit gewebter Wolle aus Schafgrannen, Pferde-, Rinder- und Ziegenhaaren gefüttert – der älteste Nachweis von Wolle in Europa. Die Kettfäden bestanden aus Pflanzenfasern. Entdeckt wurde der Fund 1935 beim Torfstechen in 2,75 m Tiefe.
Beschrieben in:
„Fundsache : Archäologie zwischen Oste und Elbe“. MCE Verlagsgesellschaft mbH & Co. KG (Medien Contor Elbe), Drochtersen, 2013. (S. 42–43)
Am 1. Juli 1972 wurde Wiepenkathen in die Kreisstadt Stade eingegliedert.

## Vereine
- TSV Wiepenkathen e. V. von 1924[2]
- Tennis Club Wiepenkathen[3]
- Schützenverein Wiepenkathen e. V. (seit 1952)[4]
- Freiwillige Feuerwehr Wiepenkathen[5]
- Chor Stade-Wiepenkathen[6]